# Col du Grand Cucheron
Col du Grand Cucheron (1.188 m.o.h.) er et bjergpas i Frankrig. Det ligger i departementet Savoie og krydses af landevejen D207. Det forbinder Maurienne-dalen med Grésivaudan-dalen. Passet ligger i Belledonne-massivet og er en del af Dauphiné-Alperne.

## Galleri
- Første skilt med stigningens data set fra Maurienne-dalen
- Sidste skilt med stigningens data set fra Maurienne-dalen